# Basilique Saint-François de Buenos Aires
Pour les articles homonymes, voir Basilique Saint-François.
La basilique Saint-François (espagnol : basílica de San Francisco), située dans le quartier de Monserrat à Buenos Aires, capitale de l'Argentine, est une basilique mineure de style baroque. Appartenant à l'ordre franciscain, elle constitue avec la Chapelle Saint-Roch et le couvent attenant un ensemble classé Monument historique national en 1942.

## Histoire
Comme indiqué dans le cadastre, Juan de Garay cède une parcelle de terrain à l'Ordre des Frères mineurs (franciscains) en 1583, dans un périmètre défini par les rues actuelles de la Défense, Balcarce, Adolfo Alsina et Moreno. Les franciscains y construisent une première église sous le vocable de Saint François d'Assise, en utilisant certains matériaux durables: murs en pisé et aux toits de chaume et bardeaux.
La construction de l'église actuelle commence autour de 1731, selon les plans de l'architecte jésuite Andrés Blanqui, avec la collaboration du frère sévillan Vicente Muñoz. L'église est bénite le 25 mars 1754 (jour de l'Annonciation), mais doit être fermée à partir de 1770 en raison de l'émergence d'une large fissure dans sa structure. La consécration a lieu le 28 septembre 1783.
La façade de l'église avec ses tours s'effondre en 1807, et une nouvelle façade de style néoclassique italien est conçue par l'architecte Tomás Toribio, terminée en 1815.
Le 1er décembre 1828, un groupe de partisans unitaires s'y rassemble pour fomenter un coup d'Etat contre le gouverneur Manuel Dorrego (plus tard exécuté pour son parti pris fédéraliste).

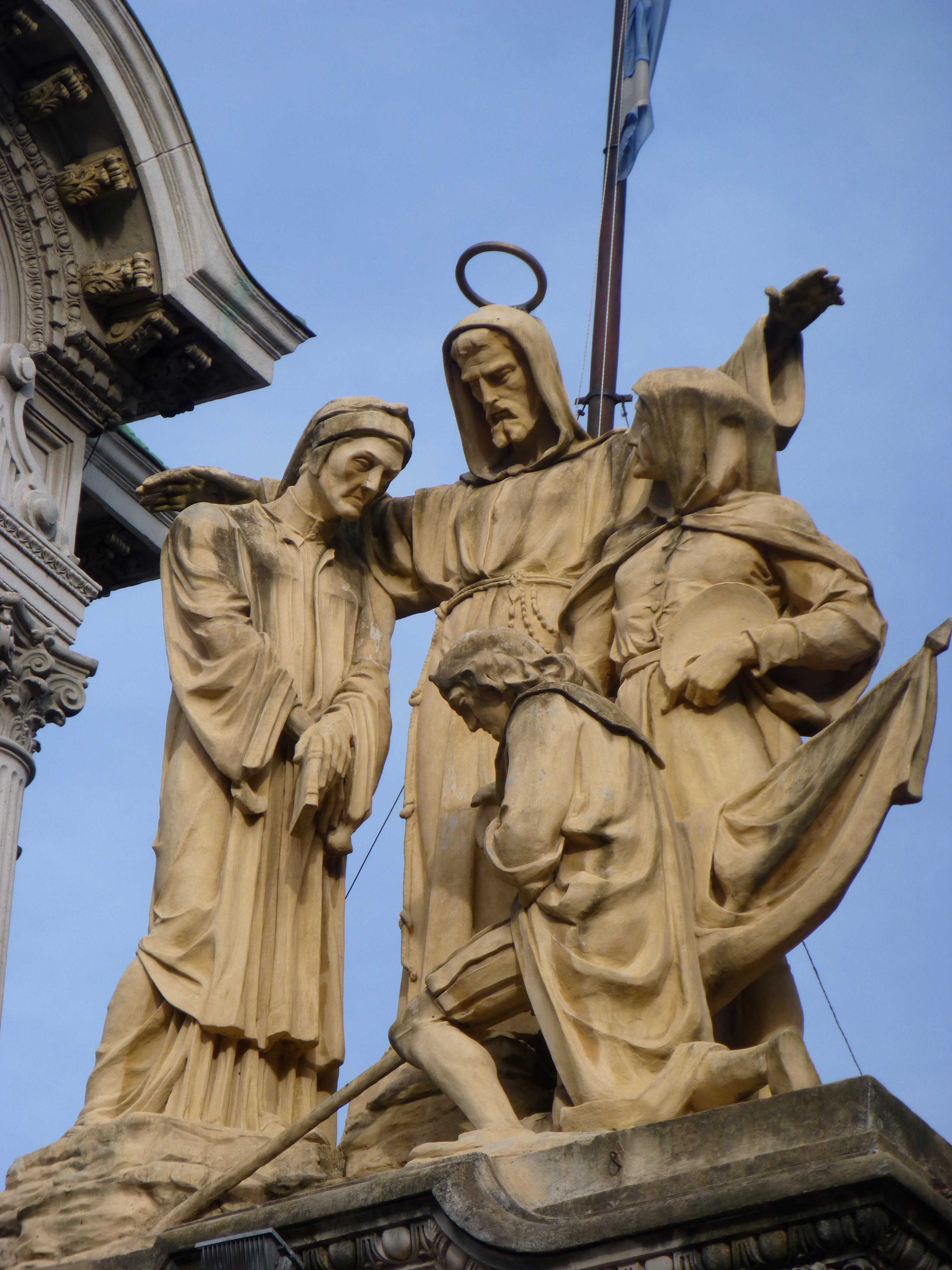
Groupe sculpté de Vögele.

La façade est rénovée entre 1907 et 1911 par l'architecte allemand Ernest Sackmann, en s'inspirant du baroque bavarois. En 1910, l'artiste autrichien Anton Vögele a sculpté les quatre figures qui forment le groupe sculpté sur le haut de la façade. Il représente saint François flanqué de  Dante Alighieri, du peintre Giotto et, s'agenouillant devant lui, Christophe Colomb. La raison en est que ces trois personnages étaient membres du Tiers ordre franciscain.
En 1942, l'église, avec la chapelle Saint-Roch, a été déclarée monument historique national par l'ordonnance n° 120 412.
Au cours des incendies d'églises allumés par les militants péronistes le 16 juin 1955, l'église Saint-François est endommagée et son mobilier est presque totalement détruit. Lors de la reconstruction, achevée en 1963, une tapisserie a été placée au-dessus du maître-autel. C'est une des plus grandes tapisseries du monde (8 mètres par 12 mètres). Elle représente La Glorification de Saint François, par Horace Butler.
Le couvent a été fermé au public pendant les quatre cents dernières années, mais maintenant l'accès est autorisé. Il a été déclaré monument historique national par le décret n° 1079 de 2000.
En mars 2007, on a trouvé au cours d'une réparation à la statue de Dante, à l'intérieur de la tête, une capsule temporelle. L'architecte et sculptrice Romina Bardone, directrice du bureau d'études Leguizamón Ezcurra, a trouvé une boîte de métal, telle que celles utilisées pour le thé, décorée avec des chinoiseries et enveloppée dans un linge. À l'intérieur de la boîte, il y avait une feuille du journal La Prensa (en espagnol) d'août 1908, une feuille du Journal d'Innsbruck (en allemand), ville natale de Voegele, quatre pièces de cuivre argentines datant entre 1880 et 1890, un pot givré et, à l'intérieur, une enveloppe avec la mention « Je salue ceux qui trouvent ces écrits. » Il y avait aussi une lettre disant:
Ces statues ont été faites par le sculpteur Antonio Voegele, originaire d'Innsbruck, capitale de la province d'Autriche, qui est arrivé il y a vingt-six ans à l'âge de 22 ans à Buenos Aires. L'architecte de ce travail était le Sieur Don Ernesto Sackmann.
Le placement et la modélisation ont été faites et dirigées par Don José Laranglía, né dans la province de Milan à Ingone. Cet homme a travaillé pendant vingt-deux ans dans son atelier et est compris par 10 pour cent des profits.
Le même travail pour la ......... le Sieur Carlo Cervino, natif de Lombardie (Italie). Le contremaître était Don Juan Puntel, originaire de Vénétie.
Le travail a été payé par M. et Mme Santos Unzué.
Chaque statue coûte 1 500 dollars, ce qui est l'équivalent de 650 pesos-or en livres sterling.
Plaise à Dieu, ainsi qu'à Saint François, de protéger ce travail et de lui donner une longue vie.
Signé : Antonio Voegele.

## Notes et références

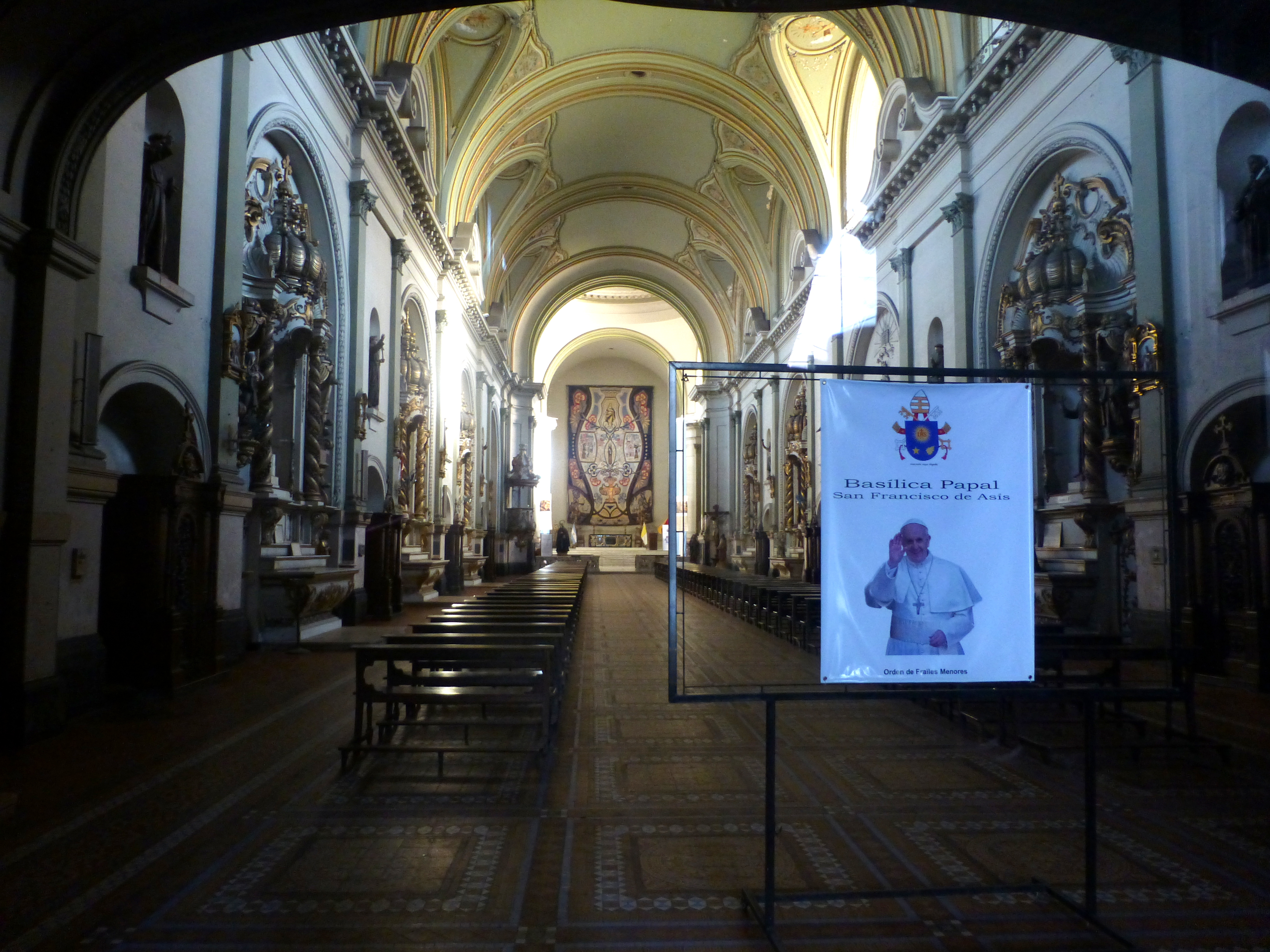
Intérieur de la basilique.